# Rivière du Sud-Ouest (rivière Yamaska)
Pour les articles homonymes, voir Rivière du Sud.
La rivière du Sud-Ouest est un tributaire de la rivière Yamaska. Elle coule dans la région administrative de la Montérégie, sur la Rive-Sud du fleuve Saint-Laurent, au Québec, Canada. Son cours vers le nord-est traverse les municipalités de :
- Farnham, MRC de Brome-Missisquoi ;
- Sainte-Brigide-d'Iberville, MRC de Le Haut-Richelieu ;
- Saint-Césaire dans la municipalité régionale de comté (MRC) Rouville.

## Géographie
Les principaux bassins versants voisins de la rivière du Sud-Ouest sont :
- Côté nord : rivière des Hurons ;
- Côté est : rivière des Écossais, rivière Yamaska ;
- Côté sud : rivière aux Brochets, baie Missisquoi ;
- Côté ouest : ruisseau Bleury, rivière Richelieu.

La "rivière du Sud-Ouest" prend sa source de divers ruisseaux agricoles situés autour du hameau Ménardville, à l'ouest du village de Farnham, au nord-ouest du village de Sainte-Sabine, au sud du village de Sainte-Brigide-d'Iberville, au sud de la route 104 et au sud du tronçon de chemin de fer du Canadien National.
À partir de sa tête (drainant une petite zone de marais), la rivière du Sud-Ouest coule sur 5,9 km vers le nord en zone agricole jusqu'au chemin de fer du Canadien National ; 3,0 km vers le nord jusqu'à la route 104 au village de Sainte-Brigide-d'Iberville ; 3,6 km vers le nord jusqu'au ruisseau Martel ; 2,4 km vers le nord-est jusqu'à l'autoroute 10 ; et 3,5 km vers le nord-est jusqu'à son embouchure.
La rivière du Sud-Ouest se déverse sur la rive ouest de la rivière Yamaska dans la municipalité de Saint-Césaire. Cette embouchure est à 2,6 km en amont du pont de Saint-Césaire sur la rivière Yamaska (route 112) et à 2,8 km en aval du pont de autoroute 10.

## Toponymie
Le toponyme « Rivière du Sud-Ouest » a été officiellement inscrit le 5 décembre 1968 à la Banque des noms de lieux de la Commission de toponymie du Québec.